# Солтанлы
Солтанлы (азерб. Soltanlı) — село в Джебраильском районе Азербайджана, расположенное на Приаракской равнине, в 14 км к югу от города Джебраил.

## Топонимика
Название села связано с названием племени солтанлы, ветвью шахсевенов. В народе село часто называют также Бёюк Солтанлы.

## История
В годы Российской империи село Солтанлу входило в состав Джебраильского уезда Елизаветпольской губернии.

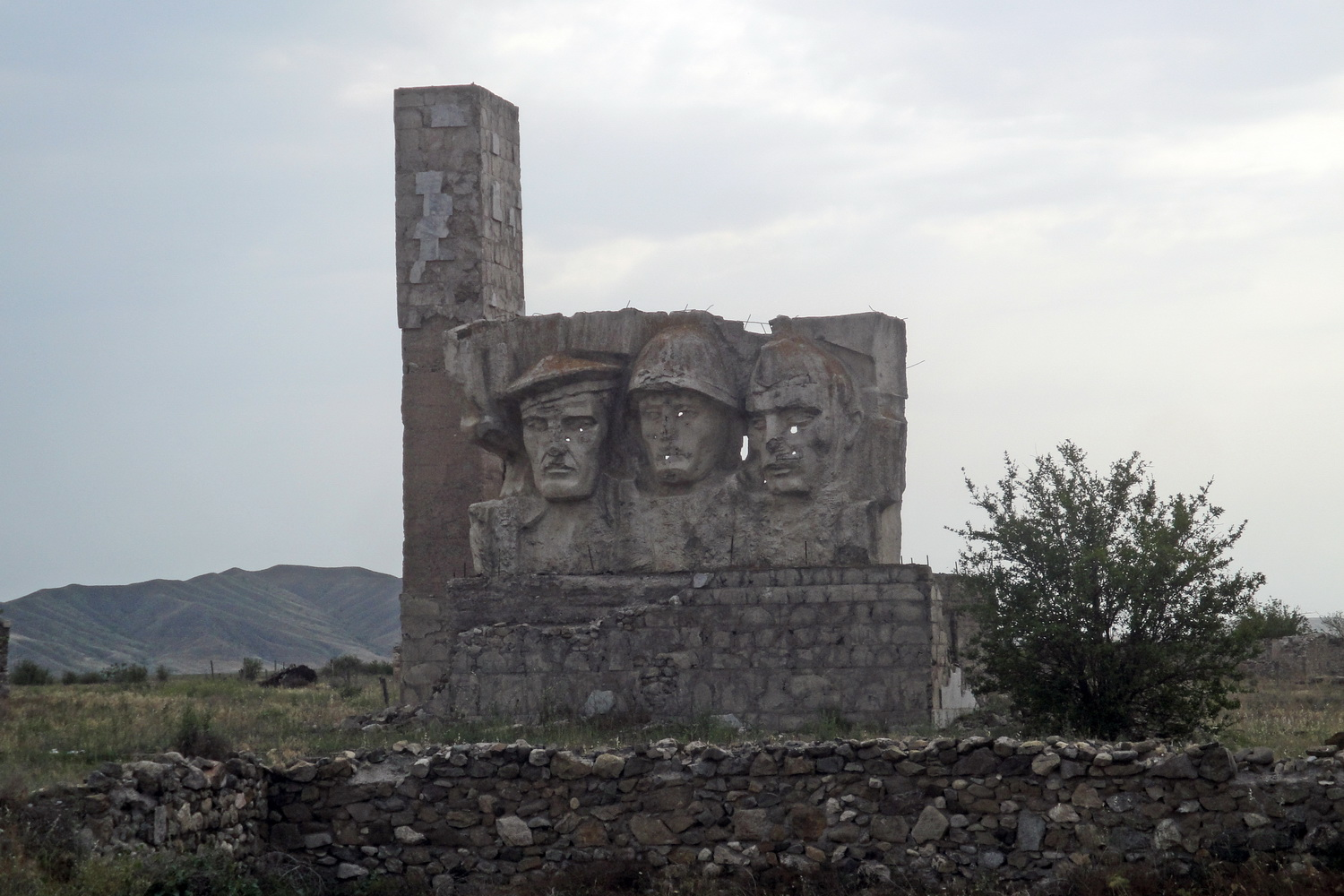
Полуразрушенный мемориал павшим в Великой Отечественной войне в селе Солтанлы в 2014 году

В советские годы село входило в состав одноимённого сельсовета Джебраильского района Азербайджанской ССР. В результате Первой карабахской войны в августе 1993 года перешло под контроль непризнанной Нагорно-Карабахской Республики, согласно её административно-территориальному делению располагалось в Гадрутском районе НКР.
19 октября 2020 года в ходе Второй карабахской войны азербайджанская армия восстановила контроль над селом Солтанлы. По словам президента Азербайджана Ильхама Алиева, из-за наличия мощных укреплений на территории села, ожесточённые бои за Солтанлы шли несколько дней.
В мае 2022 года в селе началось строительство железнодорожной станции.

## Население
По данным «Свода статистических данных о населении Закавказского края, извлеченных из посемейных списков 1886 года» в селе Солтанлу Солтанлинского сельского округа Джебраильского уезда было 75 дымов и проживало 416 азербайджанцев (указаны как «татары»), которые были шиитами по вероисповеданию, 13 из них были представителями духовенства, остальные — крестьянами.
По данным «Кавказского календаря» на 1912 год в селе Солтанлу Карягинского уезда проживало 456 человек, в основном азербайджанцев, указанных в календаре как «татары».
В 1983 году в селе проживало 1885 человек. Население села занималось животноводством, возделыванием пшеницы, хлопководством, виноградарством и шелководством.